# Platypelochares periculosissimus
Platypelochares periculosissimus är en skalbaggsart som beskrevs av Ignacio Ribera och Carles Hernando 1999. Platypelochares periculosissimus ingår i släktet Platypelochares och familjen lerstrandbaggar. Inga underarter finns listade i Catalogue of Life.